# 大蓮寺 (金沢市)

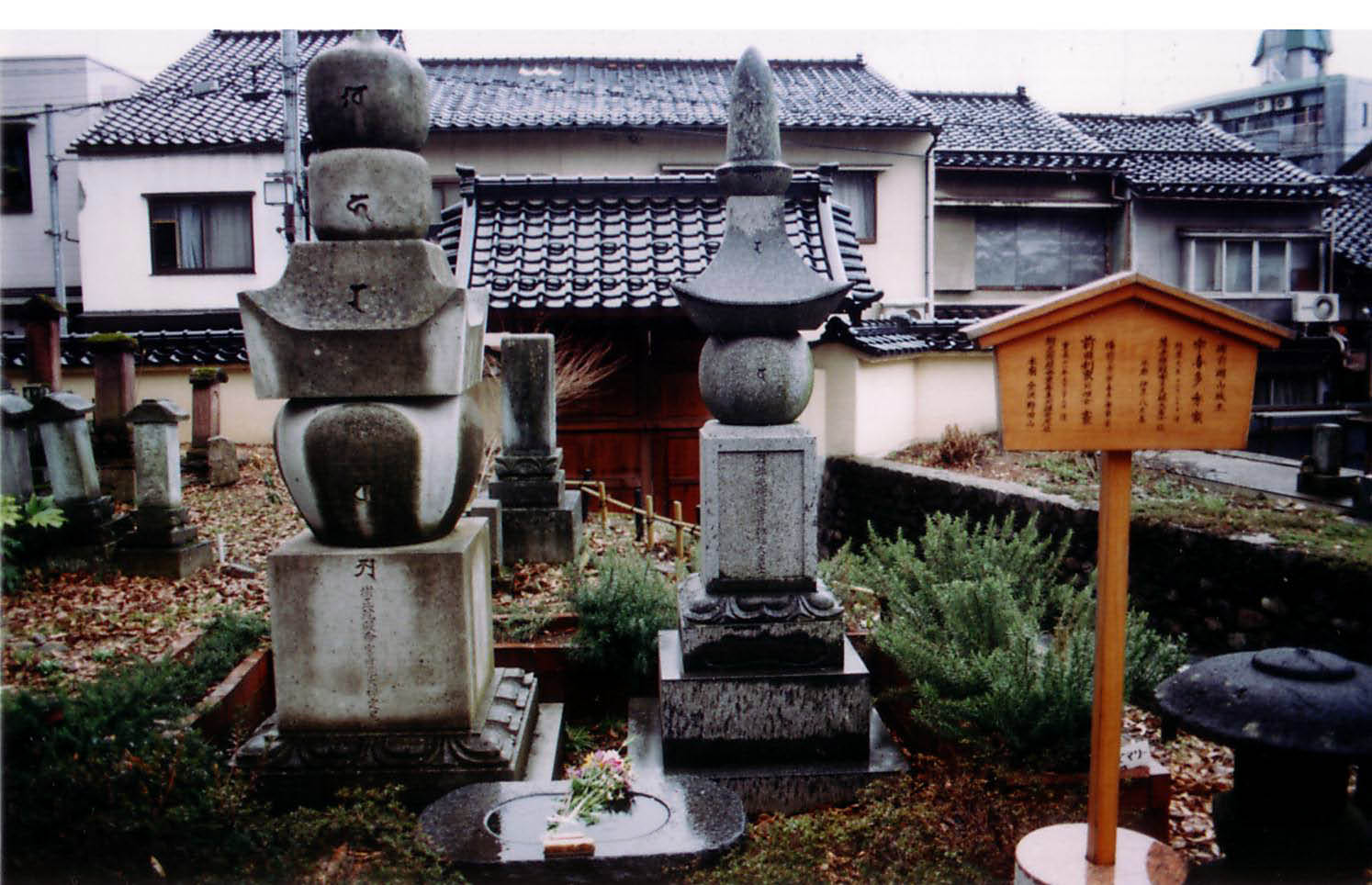
大蓮寺墓所　供養塔

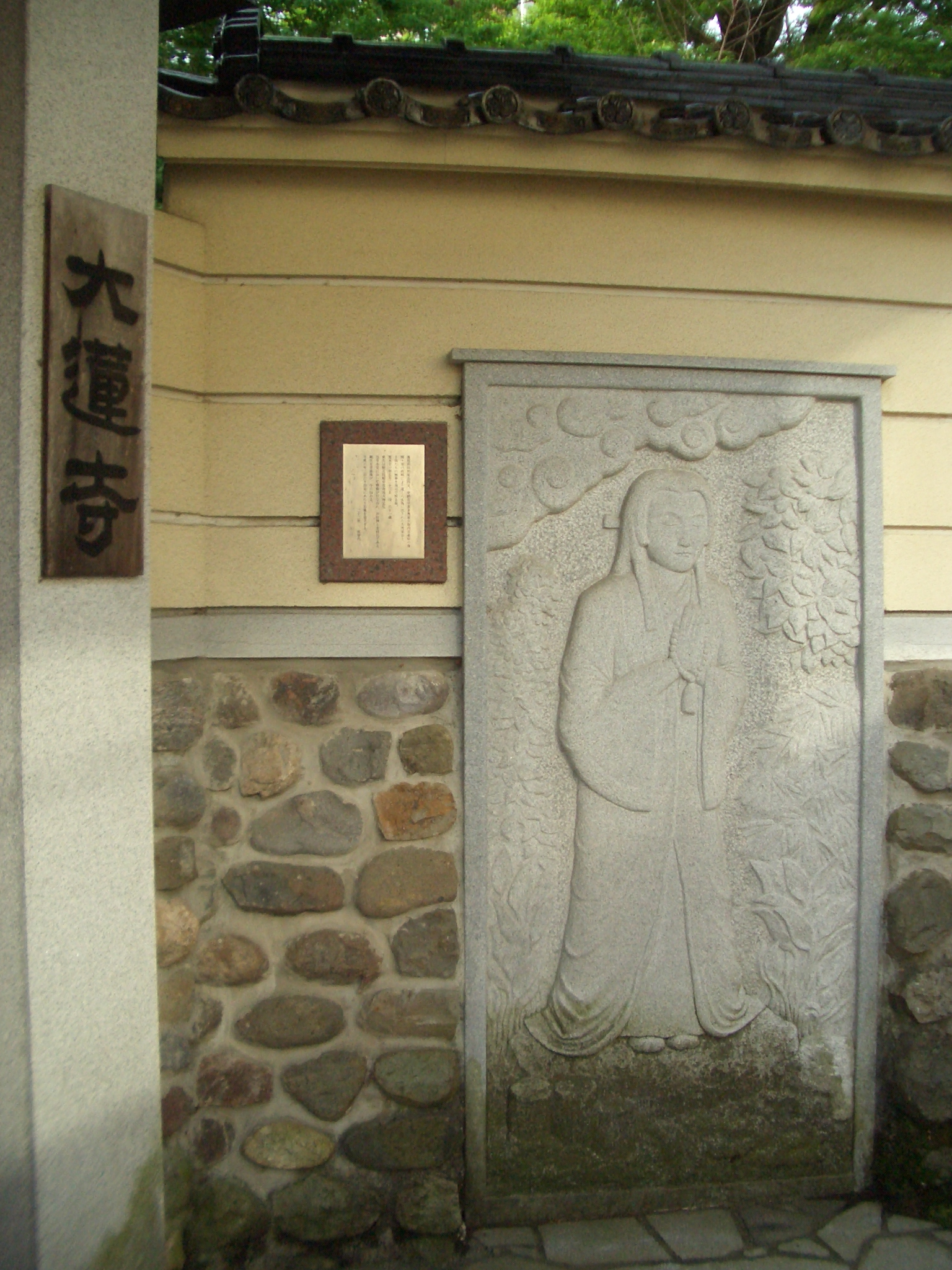
大蓮寺西正門　豪姫レリーフ

大蓮寺（だいれんじ）は、石川県金沢市野町にある、浄土宗の寺院。

## 概要
山号は宝池山。前田利家の四女で宇喜多秀家の正室である豪姫の位牌所・菩提寺として知られる。野田山にある豪姫の五輪塔の墓を今も守り、豪姫の位牌と念持仏である聖観音を寺宝として安置する。境内には豪姫と夫・宇喜多秀家の供養塔をはじめ茶商・堂後屋、儒者・藤田維正などの墓がある。

## 歴史
慶長9年（1604年）、加賀藩祖前田利家に仕えた荒子七人衆の一人、小塚淡路守秀正（七千石）が利家に従って金沢城入城後に、七尾の浄土宗西光寺住職であった衍連社広誉怒白上人を招請し、御馬屋町（現：木ノ新保）に建立されたが、後に当地が御用地になったため、野町に替地を拝領して現在に至る。
山号の宝池山は、寺の前面の道路から見て寺地が下がっていることから、それを池にたとえ、阿弥陀仏の教えを宝の如く満たす池と表したと伝わる。
大蓮寺の最初の外護者、小塚秀正は前田利家・前田利長に仕え、大坂夏の陣には、金沢城代を勤めた人物であったが、後に本家支家共に絶家。同時期から大蓮寺を外護していた人持組石野和泉守氏満・石野讃岐守氏次は代々加賀藩に仕え、有力檀越として大蓮寺に帰依し、現在も続く。
寛永11年（1634年）豪姫は金沢城鶴の丸でその数奇な生涯を閉じた。葬儀は家臣であった中村刑部、一色主善輝昌ら多くの有縁の人々によって大蓮寺で行われた。
現在の本堂は文化12年（1815年）如来寺の第十八世であった、走連社入誉上人が、大蓮寺の第十五世として迎えられ再建された。入誉上人は加賀藩前田家からも一目おかれた名僧であり、再建にあたり豪姫菩提の縁で前田家より松50本を寄進された。
1994年（平成6年）6月、西正門前に豪姫のレリーフを開眼し、翌年5月21日豪姫の三百六十回忌法要を実施。この時に八丈島の秀家と加賀国の豪姫が生き別れとなってから400年余りを経て2人の分骨を頂き、両人の記念碑を大蓮寺墓所に建立し祀っている。